# Hadspen
Hadspen är en ort i Australien. Den ligger i kommunen Meander Valley och delstaten Tasmanien, i den sydöstra delen av landet, omkring 150 kilometer norr om delstatshuvudstaden Hobart.
Runt Hadspen är det ganska glesbefolkat, med 48 invånare per kvadratkilometer.. Närmaste större samhälle är Launceston, nära Hadspen. 
Trakten runt Hadspen består till största delen av jordbruksmark. Genomsnittlig årsnederbörd är 967 millimeter. Den regnigaste månaden är augusti, med i genomsnitt 119 mm nederbörd, och den torraste är februari, med 41 mm nederbörd.